# جون وول (كرة سلة)
جون وول (بالإنجليزية: John Wall)‏ مواليد 6 سبتمبر 1990 في رالي، هو لاعب كرة سلة محترف أمريكي بدأ مسيرته الاحترافية في سنة 2010 حيث تم اختياره من قبل فريق واشنطن ويزاردز خلال الدرافت، يلعب مع فريق واشنطن ويزاردز في الرابطة الوطنية لكرة السلة كلاعب هجوم خلفي ويحمل الرقم 2. يبلغ طوله 6 قدم 4 بوصة (1.9 م).

## إحصائيات المسيرة

### الموسم الاعتيادي
| السنة     | الفريق         | لعب | بدأ | دقيقة | ميداني% | ثلاثية | حرة   | ارتداد | صنع  | استلاب | تصدي | نقطة |
| --------- | -------------- | --- | --- | ----- | ------- | ------ | ----- | ------ | ---- | ------ | ---- | ---- |
| 2010–11   | واشنطن ويزاردز | 69  | 64  | 37.8  | .409    | .296   | .766  | 4.6    | 8.3  | 1.8    | .5   | 16.4 |
| 2011–12   | واشنطن ويزاردز | 66  | 66  | 36.2  | .423    | .071   | .789  | 4.5    | 8.0  | 1.4    | .9   | 16.3 |
| 2012–13   | واشنطن ويزاردز | 49  | 42  | 32.7  | .441    | .267   | .804  | 4.0    | 7.6  | 1.3    | .8   | 18.5 |
| 2013–14   | واشنطن ويزاردز | 82  | 82  | 36.3  | .433    | .351   | .805  | 4.1    | 8.8  | 1.8    | .5   | 19.3 |
| 2014–15   | واشنطن ويزاردز | 79  | 79  | 35.9  | .445    | .300   | .785  | 4.6    | 10.0 | 1.7    | .6   | 17.6 |
| 2015–16   | واشنطن ويزاردز | 77  | 77  | 36.2  | .424    | .351   | .791  | 4.9    | 10.2 | 1.9    | .8   | 19.9 |
| المسيرة   | المسيرة        | 422 | 410 | 36.0  | .429    | .319   | .789  | 4.5    | 9.0  | 1.7    | .6   | 18.0 |
| كل النجوم | كل النجوم      | 3   | 1   | 21.2  | .649    | .429   | 1.000 | 3.7    | 4.7  | 1.7    | .0   | 17.7 |

### التصفيات
| السنة   | الفريق         | لعب | بدأ | دقيقة | ميداني% | ثلاثية | حرة  | ارتداد | صنع  | استلاب | تصدي | نقطة |
| ------- | -------------- | --- | --- | ----- | ------- | ------ | ---- | ------ | ---- | ------ | ---- | ---- |
| 2014    | واشنطن ويزاردز | 11  | 11  | 38.2  | .366    | .219   | .765 | 4.0    | 7.1  | 1.6    | .7   | 16.3 |
| 2015    | واشنطن ويزاردز | 7   | 7   | 39.0  | .391    | .176   | .846 | 4.7    | 11.9 | 1.4    | 1.4  | 17.4 |
| المسيرة |                | 18  | 18  | 38.5  | .372    | .204   | .794 | 4.3    | 8.9  | 1.6    | 1.0  | 16.7 |

## روابط خارجية
- جون وول على موقع IMDb (الإنجليزية)
- جون وول على موقع إن إن دي بي (الإنجليزية)
- جون وول على موقع إن بي أي (الإنجليزية)
- جون وول على موقع سبورتس رفرنس (الإنجليزية)
- جون وول على موقع كرة السلة الأوروبية.كوم (الإنجليزية)
- جون وول على موقع DraftExpress.com (الإنجليزية)
- جون وول على موقع إي إس بي إن.كوم (الإنجليزية)
- جون وول على موقع كلية كرة السلة في سبورتس رفرنس.كوم (الإنجليزية)
- جون وول على موقع ريلجم (الإنجليزية)
- جون وول على موقع بروبوليرز (الإنجليزية)